# Cumbia chilienne
Genres associés
Nueva cumbia chilena, cumbia romantique chilienne, cumbia ranchera tropical
La cumbia chilienne est un sous-genre musical dérivé de la cumbia, genre musical et danse traditionnelle folklorique de Colombie,, ayant émergé dans les années 1960 au Chili, qui incorpore des éléments de musique chilienne, à la fois folkloriques et populaires. Elle est très populaire dans ce pays. Parmi les plus grands représentants, on trouve Américo, Noche de Brujas, La Sonora de Tommy Rey, Sonora Palacios, La Noche et Chico Trujillo, entre autres.

## Histoire
Les origines de la cumbia chilienne remontent aux années 1960, lorsque le Vénézuélien Luisín Landáez a connu le succès avec ses reprises de La Piragua en 1964 et Los Cien años de Macondo à la fin de cette décennie, et que la Colombienne Amparito Jiménez a enregistré sa reprise de La Pollera colorá et d'autres chansons au Chili. Dans la commune de Quinta Normal, dans la ville de Santiago, Marti Palacios, leader de la Sonora Palacios, crée un dérivé de la cumbia colombienne du groupe cubain La Sonora Matancera : il y introduit des morceaux de cuivre, un piano et des percussions plus rapides. En 1964, le groupe sort l'album Explosión en cumbias, le premier enregistrement commercial de cumbia chilienne, qui atteint rapidement les oreilles du public. Plus tard, des chansons comme El Caminante, Los Domingos et El Galeón español deviendront très populaires. Dans les années 1970, plusieurs groupes chiliens jouant des rythmes d'Amérique centrale dans des hôtels et des boites dérivent vers la cumbia.
L'un des morceaux de cumbia chilienne les plus écoutés est Un año más, de Hernán Gallardo de Coquimbo - enregistrée en 1977 par Los Viking's 5 et en 1978 par Sonora Palacios - qui deviendra un véritable hymne pour les nouvelles années ou les anniversaires.
La cumbia chilienne est considérée comme « la musique la plus dansée de l'histoire du Chili », en raison de sa popularité et de la simplicité de ses pas, principalement lors des célébrations du Nouvel An. Depuis sa création, elle est présente dans la plupart des événements, indépendamment de la classe sociale ou de l'âge, y compris ceux des Fiestas Patrias, où elle est écoutée et dansée pareillement ou bien plus de la cueca, la danse nationale.
Les groupes de la cumbia chilienne, appelés sonoras ou orquestas, ont la particularité d'être des groupes composés de dix musiciens ou plus. Leurs principaux représentants sont Orquesta Huambaly, La Sonora de Tommy Rey, Sonora Palacios, Los Viking's 5, Giolito y su combo et Pachuco y la Cubanacán. Depuis 2008, les grands orchestres de danse chiliens ont connu un important changement de génération, donnant naissance à des groupes beaucoup plus professionnels avec un public cible spécifique. Leur formule consiste à conserver les critères musicaux d'antan, mais avec des arrangements et des propositions musicales modernes, en utilisant des outils audiovisuels attrayants couplés à un marketing direct, une gestion fiable et une mise en scène attrayante.

## Sous-genres

### Nueva cumbia chilena

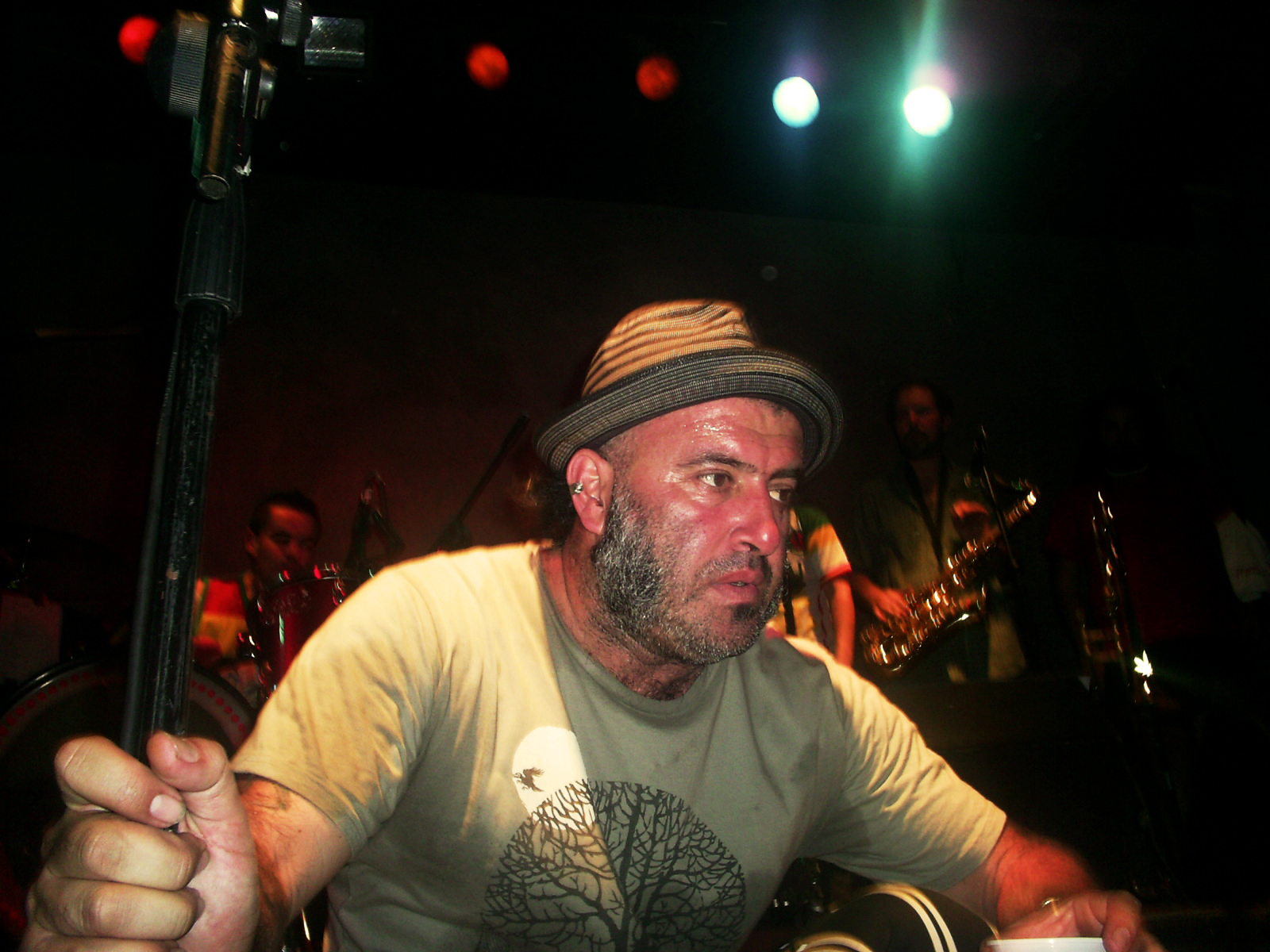
Aldo Asenjo du groupe Chico Trujillo.

La nueva cumbia chilena (« nouvelle cumbia chilienne »), ou cumbia rock, est un sous-genre de la cumbia qui a émergé au début des années 2000. Née de l'envie de développer commercialement le genre cumbia avec une identité urbaine propre, elle s'inspire de différents styles, comme le rock, le ska et le hip-hop, ainsi que d'un grand nombre de genres latinos, comme la musique andine, la salsa, le sound, le boléro, la musique afro-latine, ainsi que les groupes musicaux de La Tirana ou encore le folklore des Balkans, comme le klezmer et la musique tzigane. Ses racines proviennent en partie de divers groupes qui ont osé explorer et fusionner ces rythmes, comme en témoignent la reprise de Macondo par Sexual Democracia en 1993 et la chanson Las Seis de Joe Vasconcellos.
Ses principaux représentants sont Chico Trujillo, Juana Fe, Sonora Baron, La Mano Ajena, Villa Cariño, Cholomandinga, Combo Ginebra, La Combo Tortuga, Moral Distraida, La Sagrada, La Teruka et Guachupé ; Les espaces emblématiques où a émergé ce nouveau mouvement sont le Galpón Victor Jara et la Fonda Permanente La Popular, cette dernière étant celle qui a connu le plus grand développement du mouvement. Des groupes comme Santa Feria, La Moral Distraída, La Combo Tortuga sont nés dans ce lieu itinérant, la grande massivité des festivals organisés par ce collectif artistique a permis d'atteindre des rassemblements historiques pour ce genre musical, dépassant les 50 000 personnes par jour, et les groupes qui se produisent habituellement dans cet espace ont atteint une notoriété nationale et internationale.

### Cumbia romantica chilienne
Depuis 2007, lorsque le groupe La Noche relance la scène musique tropicale chilienne et déclaré qu'il n'appartenait pas au courant sound, plusieurs groupes ont vu le jour, dans lesquels la tendance est aux solistes et aux paroles romantiques liées à la souffrance ou à l'érotisme. Parmi ces groupes, citons Américo, ex-membre du groupe Alegría pendant cinq ans, La Noche, Noche de Brujas, Leo Rey, l'ex-vocaliste de La Noche, Grupo Megapuesta, Erick Berríos, ex-vocaliste de Megapuesta et tropikal sound, Jordan, Combo con Clase, Paula Rivas et Paula Rivas.
Contrairement à la tecnocumbia chilienne, les arrangements sont entièrement acoustiques - influencés par les sonoras classiques, la cumbia de Santa Fe et la cumbia norteña péruvienne, où les trompettes et les accordéons jouent un rôle important. Bien que des groupes tels que Chico Trujillo, Juana Fe, Sepamoya, Combo Tortuga, Santaferia et Villa Cariño soient inclus dans cette catégorie, ces groupes appartiennent à la nueva cumbia chilena, avec des arrangements qui fusionnent la cumbia avec les genres punk rock et ska.

### Tecnocumbia
À la fin des années 1970, le compositeur Carlos Baltazar, surnommé « El Gran Carloto » ou « El Loco Carloto », introduit le style musique tropicale andine au Chili. Avec ses trois frères, Baltazar forme le groupe Escape Libre et, plus tard, le groupe Claridad Baltazar. À partir de la première moitié des années 1980, la cumbia andine commence à se populariser dans le nord du Chili.
Le début du mouvement musique tropicale-andine chilienne a lieu en 1988, lorsque les frères Baltazar ont cessé d'enregistrer pour le mythique label Producciones Carrero (d'Iquique) et Producciones Alborada de Samuel Quispe (un label promoteur d'Ariqueño) et fonde leur propre label, Claridad Producciones. Ensuite, la première génération de groupes très célèbres a également émergé dans le nord, qui, comme les frères Baltazar, reprenaient les tubes des groupes péruviens qui étaient très populaires dans la région.

### Cumbia ranchera tropical
La cumbia ranchera tropical, ou nueva cumbia ranchera, est un sous-genre ayant émergé dans le Norte Chico du Chili en 1998, créé et popularisé par le célèbre groupe La Banda Tropikal de Vallenar qui est connu comme les pères de ce genre, car ils sont les plus primés et connus au niveau national et international. Ce style est basé sur le clavier et la guitare électrique avec un mélange de style ranchera/mexicana, d'où sont nés de nombreux groupes de ce style tels que Los Rancheros de Plata, Los Súper Charros, Los Kuatreros del Sur, et Los Gatos Negros, entre autres. Elle peut être considérée comme une modernisation de l'ancienne cumbia ranchera diffusée par des groupes tels que Los Hermanos Bustos, Los Llaneros de la Frontera, Los Luceros del Valle, Los Manantiales, Los Reales del Valle, etc., influencés par la musique et la cumbia norteña mexicana.